# Trichomonadida
Ordre
Les Trichomonadida sont un ordre de protozoaires de la classe des Trichomonadea.

## Liste des sous-ordres
Selon The Taxonomicon (19 novembre 2021) :
- Honigbergiellina Čepička et al., 2010
- Hypotrichomonadina Čepička et al., 2010
- Trichomonadina Cavalier-Smith, 2012

## Liste des familles
Selon GBIF (19 novembre 2021) :
- Calonymphidae
- Cochlosomatidae
- Devescovinidae
- Dientamoebidae
- Hexamastigidae
- Honigbergiellidae
- Hypermastigidae
- Hypotrichomonadidae
- Monocercomonadidae
- Simplicimonadidae
- Tricercomitidae
- Trichomonadidae
- Tritrichomonadidae

## Publication originale
- (en) Harold Kirby, « Flagellate and Host Relationships of Trichomonad Flagellates », The Journal of Parasitology, vol. 33, no 3,‎ 1947, p. 214–228 (ISSN 0022-3395, DOI 10.2307/3273552, lire en ligne, consulté le 19 novembre 2021)